# Rudolf Grulich
Rudolf Grulich (* 16. April 1944 in Runarz, Landkreis Mährisch Trübau, Reichsgau Sudetenland) ist ein deutscher Theologe und Kirchenhistoriker.

## Leben
Rudolf Grulich wurde im September 1946 mit seiner Mutter nach Oberfranken vertrieben. Nach dem Besuch der Volksschule in Creußen (Landkreis Bayreuth) und des Gymnasiums in Bayreuth studierte er Katholische Theologie und slawische Sprachen an der Philosophisch-theologischen Hochschule in Königstein im Taunus, in Zagreb und in Augsburg. 1976 erfolgte seine Promotion mit der Dissertation „Die unierte Kirche in Mazedonien“ bei Gerhard B. Winkler in Regensburg. 1980 folgte die Habilitation mit dem Thema „Der Beitrag der böhmischen Länder zur Weltmission des 17. und 18. Jahrhunderts“ in Würzburg.
Er arbeitete an der Akademie für Politik und Zeitgeschehen der Hanns-Seidel-Stiftung in München und als Wissenschaftlicher Assistent an den Theologischen Fakultäten in Bochum und Regensburg, später als Leiter der Informationsabteilung des Hilfswerkes „Kirche in Not/Ostpriesterhilfe“ und des Institutum Balticum in Königstein. Seit 1988 ist Rudolf Grulich Wissenschaftlicher Direktor des Institutes für Kirchengeschichte von Böhmen-Mähren-Schlesien in Nidda, seit 1990 Honorarprofessor für Kirchengeschichte an der Justus-Liebig-Universität Gießen und seit 2016 Zweiter Vorsitzender des Jüdischen Museums Nidda.

## Wirken
Grulich hat über ein Dutzend Bücher verfasst und ebenso viele herausgegeben sowie Hunderte von Artikeln und Beiträgen geschrieben, die seine Schwerpunkte zeigen:
- Geschichte und Kultur der böhmischen Länder
- Die Kirchen im Osten
- Volksgruppen und Minderheiten in Europa.

1977 gründete er auf der Bildungsstätte Heiligenhof in Bad Kissingen den Arbeitskreis für Volksgruppen- und Minderheitenfragen. Im gleichen Jahr wurde er Mitglied im Gründungskuratorium des Internationalen Instituts für Nationalitätenrecht und Regionalismus (INTEREG) in München. Er ist Mitglied des Sudetendeutschen Rates und des Bundesvorstandes der Sudetendeutschen Landsmannschaft sowie der Arbeitsgruppe Vertriebenenseelsorge der Deutschen Bischofskonferenz. Seit 1981 ist er ordentliches Mitglied der Geisteswissenschaftlichen Klasse der Sudetendeutschen Akademie der Wissenschaften und Künste.
Seit 2005 ist er mitverantwortlich für ein Projekt der Karlsuniversität Prag mit dem Namen „Kirche und Nationalismus im 19. und 20. Jahrhundert in den böhmischen Ländern“. Außerdem ist er für das internationale katholische Hilfswerk Kirche in Not als Berater für Türkei-Fragen tätig.
Seit Jahren führt er Studienreisen durch die östlichen Länder. 2005 und 2006 veröffentlichte er Texte zur Lage der Christen in der Türkei und zum Völkermord an den Armeniern.

## Ehrungen und Auszeichnungen
- 1990 Sudetendeutscher Kulturpreis für Wissenschaft
- 1996 Orden Pleter Hrvatska (Orden des Kroatischen Flechtwerks)
- 1996 Orden Danica Hrvatska (Orden des kroatischen Morgensterns)
- 2004 Schönhengster Kulturpreis
- 2008 Verdienstkreuz am Bande des Verdienstorden der Bundesrepublik Deutschland[3]
- 2010 Großer Sudetendeutscher Kulturpreis
- 2012 Ehrenplakette des Bundes der Vertriebenen (BdV)
- 2015 Patriarch-Kovář-Medaille der Hus-Fakultät (Husitská teologická fakulta) der Karls-Universität Prag
- 2018 der Ehrenbrief der Sudetendeutschen Landsmannschaft

## Publikationen
als Autor
- Die unierte Kirche in Mazedonien (1856–1916). Augustinus-Verlag, Würzburg 1977, ISBN 3-7613-0114-6 (Das östliche Christentum; 29).
- Kreuz, Halbmond und Roter Stern. Zur Situation der katholischen Kirche in Jugoslawien. Aktion West-Ost, München 1979 (Werkmappe; 9).
- Der Beitrag der böhmischen Länder zur Weltmission des 17. und 18. Jahrhunderts. Institut für Kirchengeschichte von Böhmen, Mähren, Schlesien, Königstein 1981, ISBN 3-921344-10-7 (zugl. Habilitationsschrift, Universität Würzburg 1981).
- Antwort der Liebe. Leben und Werk von Mutter Annuntiata Chotek. Gründerin der Eucharistieschwestern, 2. Aufl. Sudetendeutsches Priesterwerk, Königstein 1997 (Für Kirche und Volksgruppe; 9).
- Glaubenszeugen heute. Kirche in Not, München 1987 (Kirche unter dem Kreuz; 3).
- „O Prag, wir ziehn in die Weite“. Sudetendeutsche in aller Welt. Sudetendeutsches Priesterwerk, Königstein 1992, ISBN 3-926038-34-9.
- Advocata Croatiae. Wallfahrten im ehemaligen Jugoslawien. Universität, Gießen 1994 (Texte zum Ost-West-Dialog; 9).
- Konstantinopel. Ein Reiseführer für Christen. Hess Verlag, Gießen 2006, ISBN 3-87336-271-6 (Nachdr. d. Ausg. Ulm 1998).
- „Ethnische Säuberung“ und Vertreibung als Mittel der Politik im 20. Jahrhundert. 4. Aufl. Internationales Institut für Nationalitätenrecht und Regionalismus, München 2002, ISBN 3-9806626-0-8.
- Mit den Benes-Dekreten in die EU? Auseinandersetzung zum Verhältnis von Sudetendeutschen und Tschechen. Hess Verlag, Ulm 2002, ISBN 3-87336-015-2 (Texte zum Ost-West-Dialog; 15).
- Christen unterm Halbmond. Vom osmanischen Reich bis in die moderne Türkei. Sankt Ulrich Verlag, Augsburg 2008, ISBN 978-3-86744-066-0.

als Herausgeber
- Verfolgte Kirche heute. 3. Auflage. Kirche in Not, München 1986 (Kirche unter dem Kreuz; 1).
- Die Römisch-katholische Kirche in der Sowjetunion. 2. Aufl. Kirche in Not, München 1990 (Beiträge zur Religions- und Glaubensfreiheit; 2).
- Sudetendeutsche Katholiken als Opfer des Nationalsozialismus. Neuaufl. Sudetendeutsches Priesterwerk, Brannenburg 2009[4].

## Belege
1. ↑  Pressemitteilung der Justus-Liebig-Universität vom 22. Februar 2008. URL: http://idw-online.de/pages/de/news248132
2. ↑  Impressum der Website des Jüdischen Museums Nidda. URL: https://web.archive.org/web/20161108134540/http://niddas-juden.lima-city.de/new/index.html
3. ↑  Meike Mossig (JLU): Bundesverdienstkreuz für Honorarprofessor der JLU. In: Informationsdienst Wissenschaft, 22. Februar 2008, abgerufen am 14. Juli 2021.
4. ↑  tschechische Ausgabe: Sudetoněmečti katolíci jako oběti nacismu. Marek, Brno 2002, ISBN 80-86263-33-9

| Personendaten    | Personendaten                            |
| ---------------- | ---------------------------------------- |
| NAME             | Grulich, Rudolf                          |
| KURZBESCHREIBUNG | deutscher Theologe und Kirchenhistoriker |
| GEBURTSDATUM     | 16. April 1944                           |
| GEBURTSORT       | Runarz bei Deutsch Brodek, Mähren        |